# 黒髪島
黒髪島（くろかみじま）は、山口県周南市の徳山港から南西方向に1.2kmの沖合いにある島。

## 概要
徳山港から船で渡ると、細長い仙島の南にほぼ円形のかたちで横たわっている。周囲が約16km。さらに南の大津島との間に、樺島、蛙島、横島という小さな島がある。
黒髪島は、「徳山みかげ」と呼ばれる御影石の採石で知られ、明治の当初から採石事業が行われ、1917年の国会議事堂の建設に当たっては、議事堂の腰部、中庭の外装、空堀の周辺などに使用されている。この事業は、黒髪石材が一手に行っている。島自体は、国有地である。
また平成の大合併以前は北東部は新南陽市で、それ以外の部分は徳山市の市域であった。